# کاتارین برکوف
کاتارین برکوف (انگلیسی: Katharine Berkoff؛ زادهٔ ۲۸ ژانویهٔ ۲۰۰۱) شناگر زن اهل ایالات متحده آمریکا است.
وی در مسابقات کشوری و بین‌المللی در مجموع برندهٔ ۶ مدال طلا، ۵ مدال نقره، ۵ مدال برنز شده است.